# Harald Eggers
Harald Eggers (* 7. Juli 1942 in Berlin) ist ein ehemaliger deutscher Leichtathlet, der – für die DDR startend – 1968 Olympiafünfter mit der Sprintstaffel wurde.
Bei den Europameisterschaften 1966 in Budapest trat Eggers auf beiden Sprintstrecken an. Im 100-Meter-Lauf schied er im Zwischenlauf nach zwei Fehlstarts aus, im 200-Meter-Lauf scheiterte Eggers bereits im Vorlauf. Die Sprintstaffel der DDR in der Besetzung Heinz Erbstößer, Rainer Berger, Hermann Burde und Harald Eggers siegte in ihrem Vorlauf in 39,8 s und belegte im Finale mit 40,0 s den vierten Platz. Zwei Jahre später, bei den Olympischen Spielen 1968 in Mexiko-Stadt lief Eggers über 100 Meter im Zwischenlauf mit 10,25 s die schnellste Zeit seiner Karriere und schied erst im Halbfinale aus. Die Staffel mit Heinz Erbstößer, Hartmut Schelter, Peter Haase und Harald Eggers stellte im Halbfinale mit 38,72 s einen neuen Europarekord auf. Dieser Rekord wurde im Endlauf von der französischen Staffel auf 38,43 s verbessert; damit wurden die Franzosen Dritte, die Staffel der DDR verbesserte mit 38,66 s auf dem fünften Platz den DDR-Rekord.
Eggers belegte bei den DDR-Meisterschaften 1965 den zweiten Platz über 100 Meter und den dritten Platz über 200 Meter. 1966 wurde er zuerst Hallenmeister im Sprint und gewann dann in der Freiluftsaison den Titel über 100 Meter, über 200 Meter erreichte er den zweiten Platz. 1967 wurde Eggers dann Dreifachmeister über 100 Meter, 200 Meter und mit der Staffel. 1968 belegte er den dritten Platz über 100 Meter und wurde über 200 Meter Vizemeister. 1969 erreichte er mit dem zweiten Platz im Hallensprint seine letzte Einzelmedaille bei DDR-Meisterschaften. Mit der Staffel gewann Eggers 1965, 1966, 1967 und 1971 bei den DDR-Meisterschaften, in der Halle siegte er mit der Leipziger 4-mal-2-Runden-Staffel 1966 und 1967. Einen weiteren Meistertitel gewann er 1966 mit der 4-mal-200-Meter-Staffel im Freien.
Eggers startete für den SC Leipzig, in seiner Wettkampfzeit war er 1,72 m groß und 62 kg schwer.